# Gare de Ribeauvillé
Ne doit pas être confondu avec Gare de Ribeauvillé-Ville.
La gare de Ribeauvillé est une gare ferroviaire française fermée de la ligne de Strasbourg-Ville à Saint-Louis, située au lieu-dit Ribeauvillé-Gare sur le territoire de la commune de Guémar, à quatre kilomètres du centre-ville de Ribeauvillé, dans la collectivité européenne d'Alsace, en région Grand Est.
Elle est mise en service en 1840 par la Compagnie du chemin de fer de Strasbourg à Bâle et fermée au service des voyageurs en 2011 par la Société nationale des chemins de fer français (SNCF).

## Situation ferroviaire
Établie à 185 mètres d'altitude, la gare de Ribeauvillé est située au point kilométrique (PK) 52,796 de la ligne de Strasbourg-Ville à Saint-Louis, entre les gares fermées de Saint-Hippolyte (Haut-Rhin) et d'Ostheim - Beblenheim. Les gares ouvertes les plus proches l'entourant sont celles de Sélestat et de Colmar.
Elle était aussi la gare d'origine du tramway de Ribeauvillé, ligne aujourd'hui déclassée et déposée de Ribeauvillé-Gare à Ribeauvillé-Ville.
Elle dispose d'une voie d'évitement fret, en service, gérée depuis le bâtiment de la gare.

## Histoire
La « station de Ribeauvillé » est mise en service le 19 octobre 1840 par la Compagnie du chemin de fer de Strasbourg à Bâle, lorsqu'elle ouvre à l'exploitation la section de Benfeld à Colmar. Elle est établie, sur le territoire du ban communal de Guémar, au croisement d'une route qui mène à Ribeauvillé, ancienne ville qui compte 7 295 habitants. Un omnibus attend les voyageurs à la station.

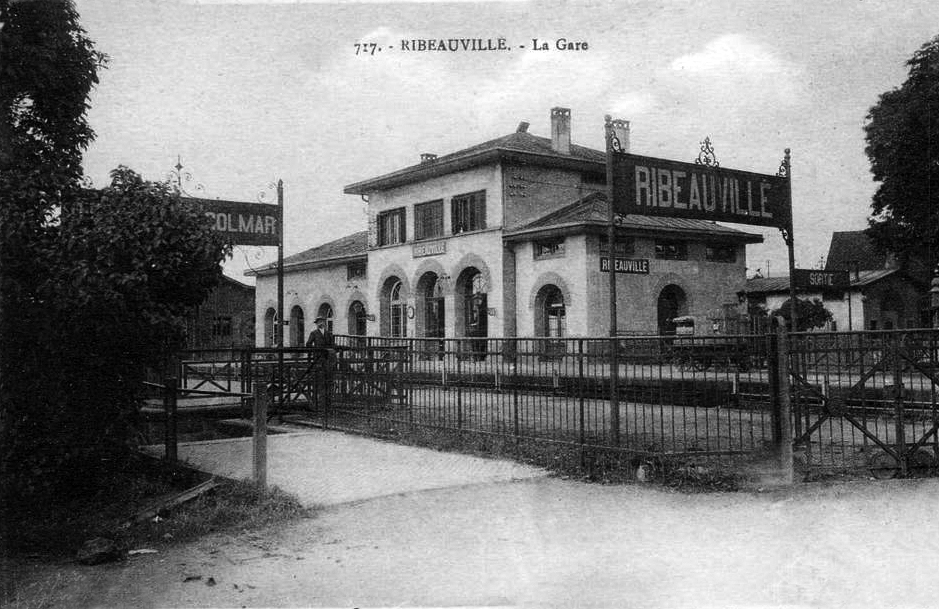
La gare d'origine vers 1920.

C'est l'une des vingt stations qui étaient prévues sur le projet d'origine de la ligne et confirmées sur les études définitives. C'est une station de deuxième classe, la superficie de son emprise, en dehors de celle de la ligne, est de quarante deux ares. Elle comprend notamment, un bâtiment principal, une cour des voyageurs, une cour de service et dépendance, deux trottoirs pour la desserte des deux voies principales, un lieu pour le dépôt du sable de des matériaux d'entretien, des puits avec pompe, des voies d'évitement. Le bâtiment principal réalisé suivant les dessins de l'architecte Félix Fries, ressemble à celui de la station d'Erstein en plus grand. Il comprend un corps central, à trois ouvertures avec un étage, et deux ailes avec mezzanine. On y trouve : au rez-de-chaussée, le vestibule côté cour, le bureau du receveur chef de station, la salle d'attente, le magasin pour les marchandises de valeur et un local pour les outils et objets divers, à l'étage on trouve le logement du receveur et celui du garde de la station, une cuisine est commune aux deux logements.
Du 15 août 1841 au 31 mai 1842, la station de Ribeauvillé délivre des billets à 18 891 voyageurs pour une recette de 25 905,75 francs, auquel s'ajoute 1 563,70 francs pour le service des bagages et marchandises. Cela la place à la neuvième place des stations de la compagnie pour le nombre de voyageurs, pour la recettes voyageurs et pour la recette des bagages et marchandises.
Le 20 avril 1854, la Compagnie des chemins de fer de l'Est succède à la Compagnie du chemin de fer de Strasbourg à Bâle.
En 1871, la gare entre dans le réseau de la Direction générale impériale des chemins de fer d'Alsace-Lorraine (EL) à la suite de la défaite française lors de la guerre franco-allemande de 1870 (et le traité de Francfort qui s'ensuivit).
Le 24 juillet 1879 est mis en service le tramway de Ribeauvillé, une ligne de chemin fer dont la voie unique est placée en accotement de la route entre la gare de Ribeauvillé et la gare de Ribeauvillé-Ville (l'unique gare de la ligne). Cette ligne était originellement à voie métrique, elle sera mise à voie normale en 1894, et présente la particularité de ne pas occasionner de transbordement car « les wagons de la voie normale sont poussés et fixés sur des plates-formes qui ont, pour les recevoir, sur leur surface, deux files de rails à  voie normale. Ces plates-formes reposent sur deux bogies établis à l'écartement métrique. 
Ces plates-formes supportent ainsi les wagons à  voie normale, étant attelés comme les autres véhicules et peuvent passer ainsi sans difficulté dans les courbes les plus raides de la voie étroite ».
Le 19 juin 1919, la gare entre dans le réseau de l'Administration des chemins de fer d'Alsace et de Lorraine (AL), à la suite de la victoire française lors de la Première Guerre mondiale. Puis, le 1er janvier 1938, cette administration d'État forme avec les autres grandes compagnies la SNCF, qui devient concessionnaire des installations ferroviaires de Ribeauvillé. La ligne de Ribeauvillé-Gare à Ribeauvillé-Ville est fermée la même année. Après l'annexion allemande de l'Alsace-Lorraine, c'est la Deutsche Reichsbahn qui gère la gare pendant la Seconde Guerre mondiale, du 1er juillet 1940 jusqu'à la Libération (en 1944 – 1945).
À la fin de la Seconde Guerre mondiale la gare est bombardée par l'aviation alliée et son bâtiment voyageurs est fortement endommagé. Il est reconstruit dans un style régional au début des années 1950. L'actuel bâtiment voyageurs est d'une architecture similaire à celui de la gare d'Ostheim - Beblenheim.
En 1962, la gare dispose de plusieurs voies de service et d'un quai militaire.
En 2007, la gare est fermée en semaine au service des voyageurs, seule se poursuit une desserte, en milieu de journée et en fin d'après-midi, les week-ends et jours fériés.
Jusqu'au 10 décembre 2011, elle était desservie par les trains TER Alsace (ligne de Strasbourg à Mulhouse-Ville), et occasionnellement (en heures creuses: les samedis, dimanches & jours fériés) par les trains du service TER 200 (ligne de Strasbourg ou Nancy-Ville à Bâle CFF).
La gare est fermée au service des voyageurs le 11 décembre 2011 à la suite de la mise en service du TGV Rhin-Rhône. Un agent circulation est cependant toujours présent en gare.
Le poste d'aiguillage de Ribeauvillé est automatisé en 2015 dans le cadre de la mise en service de la « télécommande de la plaine d'Alsace ».

## Service des voyageurs

### Desserte ferroviaire
Gare fermée au service des voyageurs. Les gares ouvertes les plus proches sont celles de Sélestat et de Colmar.

### Transfert routier
En remplacement de la desserte ferroviaire, la commune de Ribeauvillé est desservie, en semaine, par des cars TER Alsace qui effectuent la relation entre Sélestat-Gare et Ribeauvillé-Gare routière (située en centre-ville),.
La gare est néanmoins desservie par un arrêt de bus de la ligne 109 de la relation Saint-Hippolyte - Ribeauvillé - Colmar.

## Patrimoine ferroviaire
Le bâtiment voyageurs, construit au début des années 1950, est toujours présent sur le site de la gare. Un passage souterrain, accessible aux piétons et aux vélos, permet la traversée des voies. Il remplace l'ancien passage à niveau, les véhicules passent par la déviation et le pont routier au-dessus des voies.

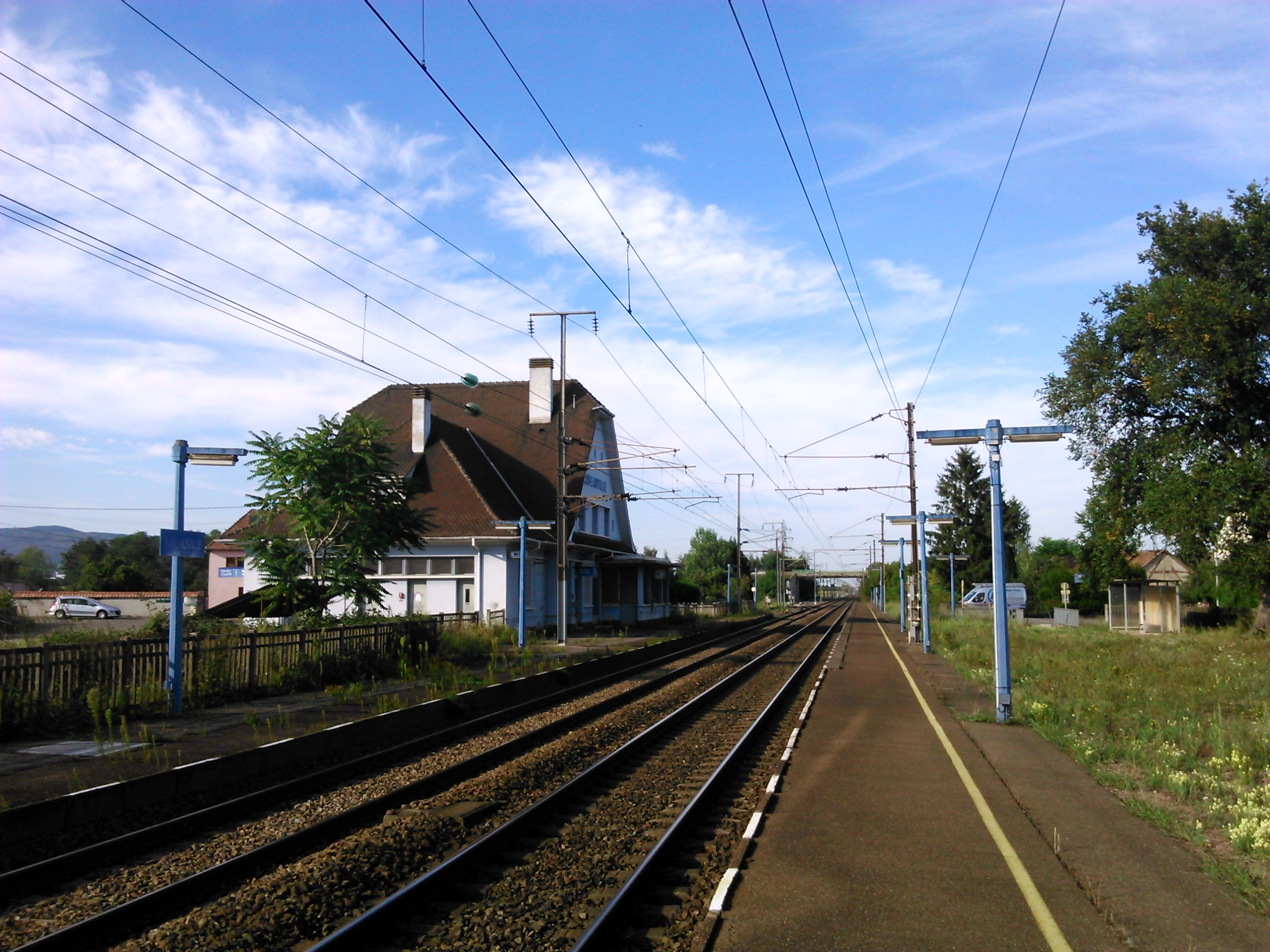
Bâtiment voyageurs, quais et voies en direction de Strasbourg.
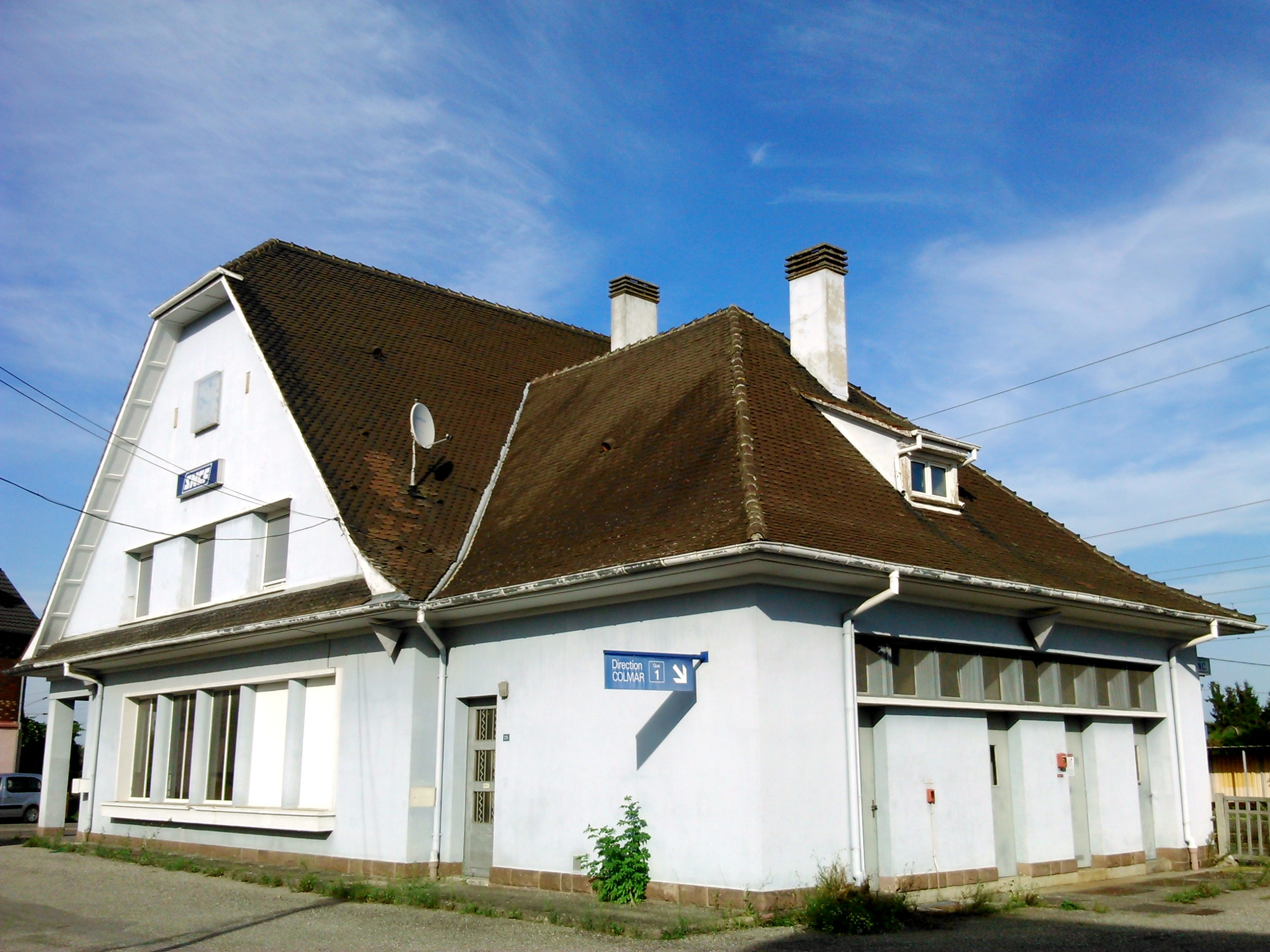
Bâtiment voyageurs.
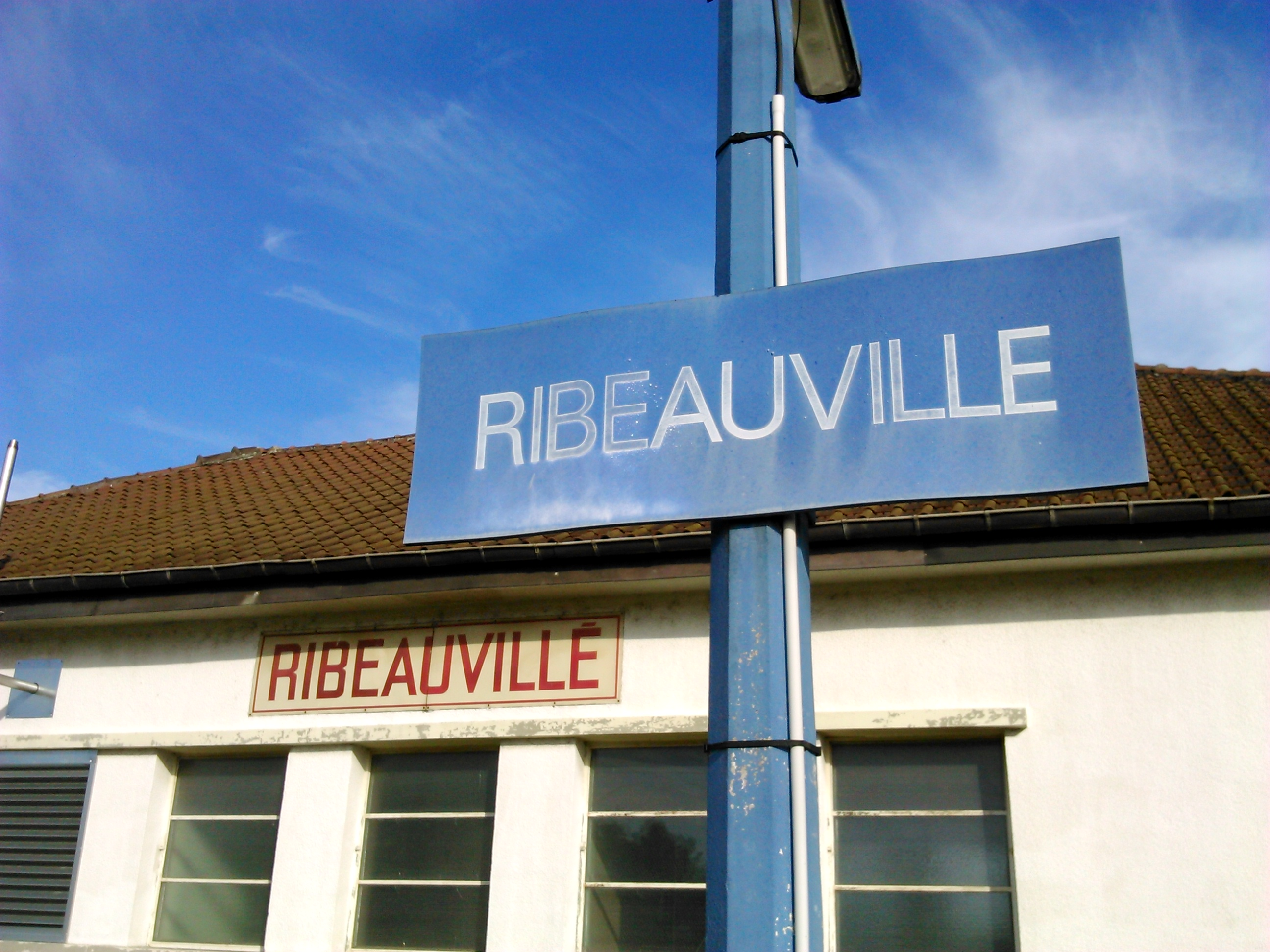
Signalétique.